# Hafez de Shiraz
Hafis-e Shirazí, o simplemente Hafis, (en persa:  حافظ شیرازی), (Shiraz, actual Irán, 1325 - Shiraz, actual Irán, 1389) poeta persa. Nacido como Mohammed Shams od-Din, su sobrenombre literario de Hafez («preservador» en árabe) responde a que conocía de memoria el Corán.
Fue místico sufí y, ocasionalmente, poeta de la corte. Siempre ha existido un aire de misterio y leyendas alrededor de la vida de Hafiz, tal vez porque se han conocido muy pocos detalles de la misma. Destacó por sus composiciones de tema báquico y místico, que le ocasionaron frecuentes problemas con la ortodoxia del poder reinante. Su vida y poemas han sido el objeto de muchos análisis, comentarios e interpretaciones, y ha sido el autor más influyente en la poesía persa posterior al XIV. Su tumba recibe peregrinos de diferentes orígenes. El asteroide 12610 Hãfez, descubierto el 1960, fue bautizado en honor suyo.

## Matrimonio
Se dice que Hafez se enamoró y finalmente se casó con una muchacha a la que llamaba Shâj-e Nabât («rama de caña de azúcar»). Es probable que tuviera hijos, pero todo ello siempre dentro del ámbito de las especulaciones basadas en sus poemas.

## Biografía
Su padre, un comerciante, cambió su residencia familiar a Shiraz poco antes de que naciese Hafiz y falleció tempranamente cuando el muchacho era todavía un niño. Fue acogido con su madre por un tío. Aunque la muerte del padre dejó a la familia en una situación muy precaria, Hafez se las arregló para lograr una buena educación, manejando con fluidez el árabe y el persa y memorizando el Corán a una edad muy temprana. También memorizó la obra de Saadi de Shiraz y de los escritores Farid-uddin Attar, Yalal ad-Din Muhammad Rumi y Nezamí Ganyaví.
Se cuenta que a los 21 años mantuvo una vigilia de cuarenta días con sus noches en la tumba del poeta Baba Kuhi, muerto en 1050, quien había escrito que quien velase su tumba durante cuarenta días y cuarenta noches, alcanzaría el corazón de la persona amada. Tras estas jornadas de presencia constante, conoció al maestro sufí Attar y se hizo su discípulo.
Trabajó como copista y como aprendiz de panadero antes de lograr al apoyo de patrocinadores destacados. Posteriormente llegó a ser profesor de estudios religiosos . Antes de llegar a los 30 años se hizo poeta de la corte de Abu Ishak, logrando mucha fama e influencia. Mubariz Muzaffar capturó Shiraz y entre sus decisiones destituyó a Hafiz de su puesto como profesor de estudios coránicos en la Universidad. En esa etapa aparecen los poemas de protesta y reivindicativos contra la opresión del tirano. Sha Shuya (hijo del dictador) hizo prisionero a su padre, y restituyó a Hafiz en su antigua cátedra. El poeta comenzó una vertiente de espiritualidad sufi en su obra. Perdió el favor del gobernante, lo que le obligó a trasladarse por su seguridad ya rondando los 50 años, imponiéndose un autoexilio en Isfahán. Sus poemas destilan melancolía. A los 52 años, por invitación expresa de Sha Shuia, finaliza su exilio y regresa a Shiraz. La poesía de sus últimos años contiene la autoridad del Maestro que se ha unificado con Dios.

## Creatividad
Irán ha sido durante mucho tiempo conocida por su literatura. Antes del nacimiento de Hafez existieron los universalmente famosos Rudaki, Ferdowsi, Nasir Khusraw, Omar Khayyam, Nizami, Rumi, Amir Khusraw Dihlawi, Saadi y otros.
Con él la literatura persa logró un nivel más alto. Ciertamente Hafez no podía prescindir de la conexión con sus talentosos predecesores. Los investigadores han observado en la poesía de Hafez la influencia de Saadi, Salman Savaji, Khwaju Kermani. La línea de pensamiento filosófico de Hafez es el camino que vendía marcado por Omar Khayyam o Rumi, con diferencias de profunda personalidad. Hafez sin duda conocía la mayor parte del patrimonio literario persa. Por otro lado, está documentado: en la biblioteca del Instituto de Estudios Orientales de Taskent se encuentra, en el manuscrito «Khamsa» de Amir Khusraw Dihlawi, un fragmento de cinco masnavis, tres de los cuales fueron transcritos directamente por Hafez.
La estrofa favorita de Hafez era el gazal. Se lo describió como autor de un gran número de poemas. Nacidos cuatro siglos antes de Háfidh, el genio de Rudaki y el pulcro talento de Saadi, culminan en las obras de Hafez.

Niña una copa y pónmela a los labios, oh bella portadora del vino.
El camino del amor parecía fácil, primero, más bien después no fue sencillo
Con su perfume, eclosiona las bellas cerraduras la brisa de la mañana
Sus oscuros rizados cabellos dejan los corazones sin sentido
Cómo puedo disfrutar de la fiesta, a casa de mi estimada
Si las campanas de la iglesia nos llaman al peregrinaje.
Con tu trajeado color de vino, espléndido truco de los magos antiguos
Fíate del consejo de este viajero, que bastante sabe de vías y caminos.
Como la oscuridad media noche, las pavorosas oleadas, y el tormentoso remolino
Pueden saber de nosotros, si los puertos de cobijo están vacíos.
Seguí el camino del amor, y la mala reputación me turba
Cómo seguirá siendo un secreto velado, si de toda lengua gotea?
Si su presencia busques, Háfidh, entonces por qué en tú mismo te escondes?
Sé fiel al Único que conoces, aparta imaginarios viajes.

Las características de la estructura de los gazals influyen en su percepción. En general, el gazal se compone por cinco a siete pareados (beits). Es importante que cada pareado exprese un pensamiento completo, y a menudo no tienen una relación directa con el resto del beit. Esto marca el contraste entre el verso oriental y el verso al estilo clásico europeo, en el cual el verso está firmemente unido por el pensamiento del mismo autor y vinculado lógicamente. Este tipo de conexión lógica en el gazal no siempre es visible, especialmente para el lector habituado a la poesía de Occidente. No obstante, cada uno de los gazals, especialmente los gazals creados por el maestro, forman un todo indestructible. Para percibir y comprender esta integridad, se requiere trabajo sentimientos, y la mente del lector, al pasar de pareado a pareado, tiene que restaurar la comunicación omitida por el autor, puesto que tiene que hacer camino a través de la cadena asociativa que conecta los beits, y el hecho que la cadena pueda no coincidir con la forma del autor, hace cada verso más valioso, más cercano al corazón del lector. Esto es todavía más cierto dado que el vínculo de unión de los gazals es a menudo una cierta experiencia, un estado de ánimo, una sensación atemporal hasta el final de la razón. Pero en su esencia como gazal, Hafez Ruba'y Omar Khayyam, fusionan mente y sentimientos. Para entender el gazal también hay que entender el arte de Hafez, así como hay que entender también lo soneto para una comprensión más profunda de la creatividad de Petrarca o Shakespeare.
Es igualmente importante para captar la belleza interior de los poemas de Hafez el conocimiento de los símbolos sufís. Al conocer los significados secretos codificados en palabras simples, el lector es capaz de abrir no uno, sino hasta un par de significados materializados en un sencillo verso, empezando por el final místico más superficial y profundo. Un ejemplo de una simple y no obvia interpretación para el lector puede servir como un tema frecuente de amor en Hafez. Y si el ojo humano no ve más que el reconocimiento del poema de amor del poeta para una mujer, quien está familiarizado con el simbolismo sufí entiende que es el deseo del sufí de conocer Dios, porque esto es el que se entiende por "amor" y "amante" - es el mismo Dios.
Otra característica específica de la creatividad de Hafez se refleja en el uso de palabras descriptivas. Los caracteres negativos los denomina "santos", "muftís". Los "vagabundos" y "borrachos" son los estimados a su corazón. Este hecho no deja de resultar curioso, dado que la ley islámica prohíbe estrictamente beber alcohol. Por el contrario, en los poemas de Hafez el tema de las bacanales aparece con bastante frecuencia. No era un tema nuevo en los gazals, pero cabe otro poeta  hizo una utilización tan intensa como él.
El foco de la creación de Hafez es la vida humana directa en todas sus alegrías y tristezas. Las cosas mundanas toman bajo la suya despluma belleza y profundo significado. Si la vida está llena de dolor, tenemos que hacerlo mejor, para darle belleza, llenarla de significado. La frecuente mención de los placeres sensuales, ya sea bebiendo vino o el amor de una mujer, no quiere decir que el deseo de Hafez sea girarse de espaldas frente a la fea realidad, esconderse de ella con los placeres. Un gran número de gazals están marcados por la malicia, los crímenes de guerra y la estupidez fanática de las autoridades, cosa que muestra que Hafez no tenía miedo de las dificultades de la vida, y su llamamiento a la alegría - una expresión de una visión optimista del mundo, y si entendemos como "alegría" el significado oculto del conocimiento de Dios, entonces el dolor no es motivo de la ira, sino el incentivo de girarse hacia Dios y construir su vida de acuerdo con sus mandamientos.
Uno de los gazals más trágicos de Hafez está dedicado a la pérdida de un amigo y, por supuesto, la amistad fue el valor más grande en la vida de Hafez. Pero la pérdida no podía romper el espíritu del poeta, el cual no se permitió revolcarse en la depresión, rendirse a la desesperación. La profundidad de las experiencias trágicas es precisamente la causa de la conciencia de Hafez; su espíritu está siempre por encima de las circunstancias de la vida. Y le permite ver la tristeza no para renunciar a la vida, sino más bien para empezar a apreciarla todavía más.
Se puede considerar que el ideal ético del poeta es el "rendi"-, término traducible como "rufián, pícaro piadoso, bandido, liberté, patán, trotamundos - pleno de rebeldía, demandante de libertad de espíritu". Hafez se veía a sí mismo como antítesis del predicador, consolador de amor, alegría, música vino y rendi, en oposición a los sombríos y severas advertencias dirigidas desde el sermones del púlpito.
Desde este punto de vista, la característica definitoria de Hafez es su "voluntad de libertad". Su falta de voluntad para reducir la complejidad de la vida a los dogmas pretenciosos, su negativa a retroceder ante la ambigüedad de la condición humana, presenta al lector una verdadera libertad de elección.
En el mundo de Hafez se  ve mucha maldad, violencia y crueldad. El sueño de reconstruir de nuevo el mundo suena repetidamente en su voz. Es siempre un sueño, no un llamamiento a la lucha. Más tarde el "rendi" como héroe positivo encuentra su camino en los versos de Ali-Shir Nava'y y Abdul Qader Bedil.
El poema original de Hafez es muy melódico y fácil de cantar. La razón no es tanto el uso de repeticiones de sonido, como la profunda armonía que une las imágenes y el sonido transmitido. La riqueza de significado y la facilidad de lectura son la razón por la cual Zand dice que la gente usa a menudo Hafez para la adivinación, para predecir su destino.

## Obras

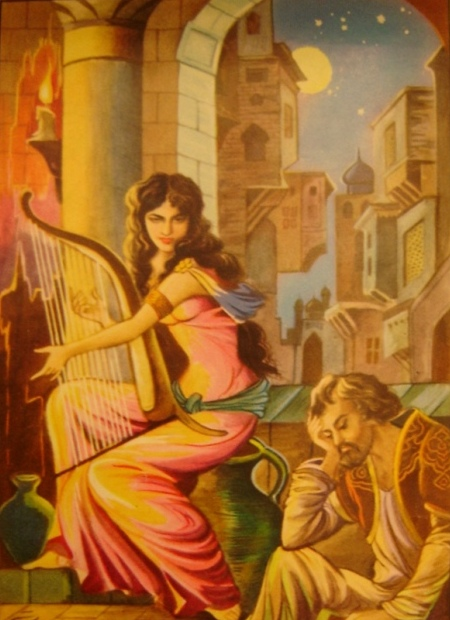
Ilustración en una edición del Diván en persa, 1969

Sus poemas celebran los placeres del vino, la caza y el amor en la corte de Shiraz. En un plano más profundo, en opinión de algunos especialistas, reflejan también su absoluta devoción como sufí a la unión con la divinidad. Asimismo satirizan la hipocresía de los líderes religiosos musulmanes.
La obra de Hafez, recopilada hacia 1368 con el título de Diván (traducción al inglés The Gift), contiene más de 500 poemas, en su mayoría en forma de gacelas, una forma breve tradicional persa que él desarrolló y perfeccionó. Cada uno de los poemas consta de hasta 15 pareados muy estructurados, que se ocupan de un solo tema. El lenguaje es muy sencillo, lírico y apasionado. Conocido tanto en Irán como en Occidente, gracias a sus traducciones, destaca su amor hacia las gentes sencillas y la relación de la vida cotidiana con la búsqueda de la eternidad.

Con frecuencia, un verso precioso
alivia un corazón apesadumbrado.
Hafiz

De Goethe es esta reflexión-imprecación: «magnífico el Oriente que el Mediterráneo cruzó. Sólo quien a Hafiz lea, sabrá cuanto escribió Calderón».
Hafez no obtuvo mucho renombre en vida y, a menudo, recibió los reproches de los ortodoxos, pero influyó en grandes poetas persas posteriores a él y ha acontecido el poeta más estimado de la cultura persa. Se dice que en una casa donde se habla persa, si hay un libro, será el Diván de Hafez. Mucho más tarde, la obra de Hafez dejaría una marca en escritores occidentales tan importantes cómo Ralph Waldo Emerson y Goethe. En 1771, sus escritos fueron traducidos por William Jones al inglés.
No hay ninguna versión definitiva de sus obras, el Diván; las ediciones varían entre los 573 y los 994 versos. En Irán, su obra ha llegado a ser usada como una ayuda a las adivinanzas populares. Sólo desde 1940 ha aparecido un sostenido intento por parte de estudiosos –Mas'ud Farzad, Qasim Ghani y otros en Irán– para autenticar su trabajo, y eliminar los errores introducidos posteriormente por copistas y censores. Aun así, la fiabilidad de este trabajo ha sido cuestionado por algunos autores, y, en palabras del especialista de Hafez, Iraj Bashiri, "sigue habiendo pocas esperanzas aquí (es decir, en Irán) por autentificar el Diván".
La historia de la traducción de Hafez ha sido complicada, y algunas traducciones en inglés han sido realmente brillantes, en gran parte debido al hecho que destaca el hecho figurativo por el cual Hafez es más famoso: la ambigüedad; por lo tanto, interpretar correctamente sus textos requiere una percepción intuitiva. Un hecho que evidencia la controversia que rodea sus ediciones es el que sucedió con una reciente edición inglesa de su obra, en una colección de poemas elaborada por Daniel Ladinsky, The Gift: Poems by Hafez the Great Sufi Master ('El Regalo: Poemas de Hafez el Gran Maestre Sufí'),; ha sido un buen éxito comercial y, a la vez, una fuente de controversia. Ladinsky no habla o lee persa, y críticos como Murat Nemet-Nejat, un poeta turco, ensayista y traductor de la poesía moderna, han afirmado que sus traducciones son invenciones propias de Ladinsky.

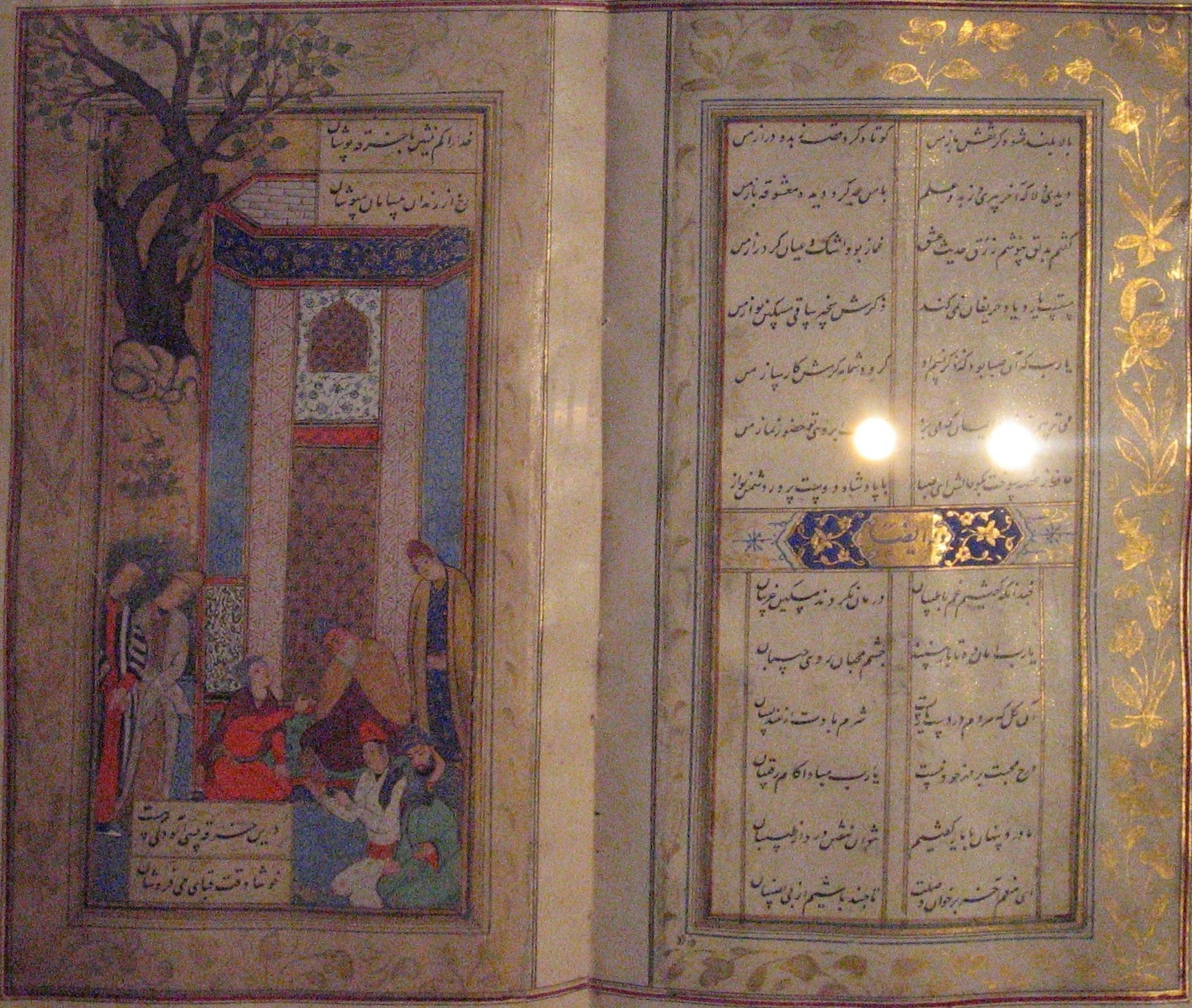
El Diván de Hafez, en una miniatura persa a la izquierda y un ghazal en escritura nastaliq, a la derecha. Firmado por Shah Qasem, en 1617. Museo Nacional de Irán, Teherán, Persia.

A pesar de que la poesía de Hafez está claramente influenciada por el pensamiento del islam, es ampliamente respetada y admirada por hindúes, cristianos y otros creyentes. El sabio indio de ascendencia iraní, Meher Baba, que integró elementos del sufismo, el hinduismo, el zoroastrismo y el misticismo cristiano, recitó la poesía de Hafez hasta el día de su muerte.
La poesía de las escuelas sufís, por razones que comparten con otras escuelas herméticas, se caracteriza por el uso liberal del lenguaje metafórico que sirve para ocultar el significado real de los términos y va destinado a un público selecto. En este sentido, la poesía de Hafez no es una excepción y está fuertemente impregnada de muchos elementos codificados que aparecen, por ejemplo, en frases (vino, el viento, la mano), objetos e instrumentos (tazas, caña, arpas), en lugares (taberna), y en una gran variedad de pájaros y flores (rosa, narciso, ruiseñor).
Un aspecto interesante y significativo de su trabajo es que cada poema contiene su nombre. A veces, Hafez expresa una opinión y, a veces, el texto del verso instruye el autor: "Oh Hafez", cuando os enteráis que vuestra preocupación es el vino y no la copa, entonces aconteceréis rey en ambos reinos".
Hafez expresó una fuerte declaración sobre la naturaleza ilusoria de nuestra existencia terrenal. Como místico es una figura muy interesante y muestra una inquietud en relación con su innata espiritualidad.
La cuestión de si su obra tiene que interpretarse literalmente, místicamente, o ambas cosas, ha sido una fuente de preocupación y polémica entre los estudiosos occidentales. Por un lado, algunos de sus primeros estudiosos, como William Jones, vio en él un poeta convencional similar a los poetas europeos amorosos, como Petrarca. Otros, como Wilberforce Clarke, lo vieron como puramente un poeta de la didáctica, el misticismo extático de la manera de Rumi, un punto de vista que la erudición moderna ha llegado a rechazar
Esta confusión proviene del hecho que, a principios de la historia de la literatura persa, el vocabulario poético fue usurpado por los místicos, que creían que el inefable podría ser abordado mejor en la poesía que en la prosa. En la composición de poemas de contenido místico, imbuyeron cada palabra e imagen con connotaciones místicas, el que provoca el misticismo y el lirismo que convergen esencialmente en una sola tradición. Como resultado, no hay poeta persa del XIV que no pudiera escribir un poema lírico, sin tener una idea de la mística forzada en él por el mismo vocabulario poético Mientras que algunos poetas, como Ubaid Zakani, trató de distanciarse de esta fusionada tradición místico-lírica escribiendo sátiras, Hafez abrazó la fusión y esta prosperó en él. W.M. Thackston ha dicho de esto que Hafez "cantó una rara mezcla de amor humano y místico tan equilibrada ... que es imposible separar una de la otra."
Por esta razón, entre otras, la historia de la traducción de Hafez ha sido un tema complejo, y algunas traducciones a lenguas occidentales han sido un éxito completo.
Uno de los gestos figurativos por los cuales es más famoso (y que es uno de los más difíciles de traducir) es el Īhām o juegos de palabras ingeniosos. Por lo tanto una palabra como Gowhar que podría significar tanto "esencia, verdad" y "perla" podría tomar ambos sentidos a la vez en una frase como "una perla / verdad esencial que estaba fuera del caparazón de la existencia superficial".
Hafez a menudo se aprovechó de la mencionada carencia de distinción entre lírica, mística y panegírico escrito, con una utilización altamente intelectualizada, metáforas e imágenes elaboradas para sugerir múltiples significados posibles. Esto puede ser ilustrado a través de un pareado del comienzo de uno de los poemas de Hafez:

Ayer noche, desde la rama de ciprés, el ruiseñor cantaba,

En antiguos tonos persas, la lección de las estaciones espirituales.

El ciprés es un símbolo tanto de la querida como de una presencia real. El ruiseñor y el canto de los pájaros evocan el entorno tradicional por el amor humano. Las "lecciones de estaciones espirituales" sugieren también, obviamente, un tono místico. (A pesar de que la palabra "espiritual" también podría ser traducida como "intrínsecamente significativa".) Por lo tanto, las palabras podrían significar a la vez un príncipe dirigiendo a sus fieles seguidores, un amante festejando una querida y la recepción de la sabiduría espiritual.

### Traducciones al castellano
- Poemas esenciales. Selección de Jesús García Sánchez; traducción [del francés] de Enrique Fernández Latour. Barcelona: Salvat, [2023]. ISBN 978-84-471-6227-7

- Hafiz (Las mejores poesías de los mejores poetas, 1). Traducción de Ramón Vives Pastor Valladolid : Maxtor, [2019]. ISBN 978-84-9001-851-4

- El despertar del amor (Col. Generalife). Segunda edición. Traducción de Carmen Liaño. Madrid: Sufí , 2003. ISBN 84-87534-66-X

- 101 poemas (Poesía del Oriente y del Mediterráneo, 17). Edición de Clara Janés y Ahmad Taherí. Guadarrama (Madrid): Ediciones del Oriente y del Mediterráneo, [2001]. ISBN 84-87198-77-5

- La canción de Saki (Col. Generalife). Traducción de Carmen Liaño. Madrid: Sufí, [1995]. ISBN 84-87354-65-3

- Gaceles (Libros de poesía, 7). Presentación y traducción de Rafael Cansinos-Asséns. Madrid: Editora Nacional, 1983. ISBN 84-276-0645-1

- Los gazales de Hafiz (Col. Visor de poesía, 114). Prefacio y versión francesa [del persa] de Charles Devillers; traducción [del francés] de Enrique Fernández Latour; prólogo de Luis Antonio de Villena. Madrid: Visor Libros, 1981 [Tercera edición: 2022]. ISBN 978-84-7522-114-4

- Ghazels (Col. Ventana abierta, 6-7). Traducción [del inglés?] de A. Brunet. Barcelona: M. Arimany , [1943].

- Cantos de amor (Ghazels). (serie Tela y Oro). Traducción [del inglés?] de A. Brunet. Barcelona: M. Arimany , [1944].

## Hafez en la música persa
Muchos compositores persas han compuesto piezas inspiradas en los poemas de Hafez o sobre sus poemas. Muchos cantantes persas también han cantado poemas de Hafez, entre ellos Mohsen Namjoo, que ha compuesto la música y ha puesto la voz a varios poemas de Hafez como Zolf, Del Miravad, Nameh y otros, y Hayedeh (la canción Padeshah-y Khooban, música de Farid Zoland) y Mohammad-Reza Shajarian (la canción Del Miravad Ze Dastam, con música de Parviz Meshkatian). El compositor polaco Karol Szymanowski también ha compuesto Las canciones de amor de Hafez, una traducción al alemán de poemas de Hafez.

## La tumba de Hafez

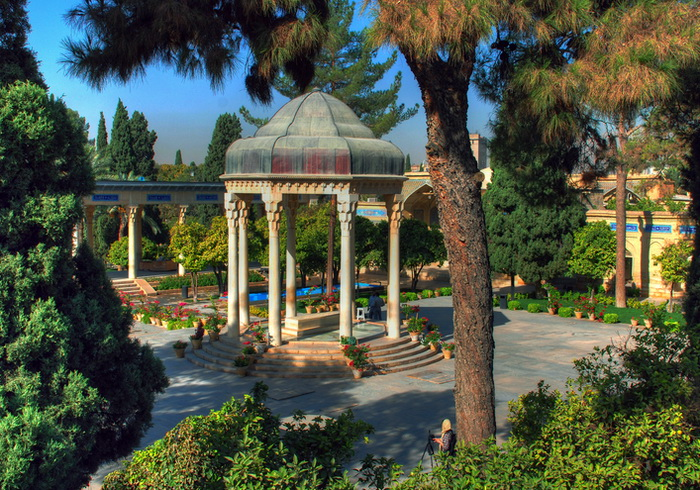
Tumba de Hafez a Shiraz.

Veinte años después de su muerte, se erigió una tumba (el Hafezieh) en honor a Hafez a los Jardines Musala en Shiraz. El mausoleo actual fue diseñado por André Godard, el arqueólogo y arquitecto francés, a finales de 1930. En el interior, sobre la lápida de alabastro, hay grabados dos poemas de Hafez.

### Traducciones en inglés
- Peter Avery, The Collected Lyrics of Hafiz of Shiraz, 603 p. (Archetype, Cambridge, Reino Unido, 2007). ISBN 1-901383-09-1 
Traducido del Divān-e Hāfez, Vol. 1, The Lyrics (Ghazals), editado por Parviz Natel-Khanlari (Teherán, Irán, 1362 AH/1983-4).
- Parvin Loloi, Hafiz, Master of Persian Poetry: A Critical Bibliography - English Translations Since the Eighteenth Century (2004. I.B. Tauris)
- Hafez. The Green Sea of Heaven: Fifty ghazals from the Diwan of Hafiz. Trad. Elizabeth T. Gray, Jr. White Cloud Press, 1995 ISBN 1-883991-06-4
- Hafez. The Angels Knocking on the Tavern Door: Thirty Poems of Hafez. Trad. Robert Bly i Leonard Lewisohn. HarperCollins, 2008, p. 69. ISBN 978-0-06-113883-6
- Hafiz, Divan-i-Hafiz, traducido por Henry Wiberforce-Clarke, Ibex Publishers, Inc., 2007. ISBN 0-936347-80-5

- Datos: Q6240
- Multimedia: Hafez / Q6240
- Citas célebres: Hafez de Shiraz